# Kadidia Diawara
Kadidia Fofana Diawara (Bamako, 16 maggio 1986) è un'ex calciatrice maliana, di ruolo difensore.

## Biografia
Diawara ha iniziato la sua carriera calcistica in Mali, militando nell’FC Amazones Boulkassoumbougou, per poi trasferirsi nel 2006 in Francia, dove ha giocato per il club femminile STAPS Strasbourg. Ha intrapreso la carriera professionistica nel 2008 in Alsazia, con il FC Vendenheim. Nel febbraio 2012 è stata votata come miglior difensore tra cinque candidate selezionate dalla Federazione francese.
Dal 2003 è convocata regolarmente nella nazionale femminile del Mali, con la quale ha partecipato due volte alla Coppa d’Africa femminile (2006 e 2010).
Dal giugno 2010 lavora anche come allenatrice del settore giovanile femminile dell’FC Vendenheim. Parallelamente all’attività calcistica, ha studiato finanza e contabilità a Bamako, conseguendo nel 2006 un diploma presso l’Institut Universitaire de Technologie.